# Route 362 (Nouvelle-Écosse)
Pour les articles homonymes, voir Route 362.
La route 362 est une route secondaire de la Nouvelle-Écosse d'orientation sud-nord, principalement, située dans le sud-ouest de la province, au nord de Middleton. Elle est une route très faiblement empruntée, reliant la ville à Margaretsville. De plus, elle mesure 20 kilomètres, et est une route asphaltée sur l'entièreté de son tracé.

## Tracé
La route 362 débute à Middleton, sur la route 1, la rue principale. Elle commence par se diriger vers le nord pour ainsi quitter la ville en étant nommée la rue Commerciale (Commercial St.), puis elle passe sous la route 101, à ses sorties 18 et 18A. La 362 possède ensuite 2 tournants de 90° alternatifs à Spa Springs, un vers la droite, puis l'autre vers la gauche. La route Victoria (Victoria Rd.) permet de relier la 362 à la 101.
La route provinciale 362 rejoint ensuite les rives de la Baie de Fundy, traversant ainsi Margaretsville. Elle tourne par la suite vers l'est pour rejoindre East Margaretsville, 4 kilomètres à l'est, où elle se termine à sa jonction avec la route Stronach Mountain (Stronach Mountain Rd.).

## Intersections principales
| Route 362         |                     |    |                                                                     |                         |
| Comté             | Location            | km | Intersection/Destinations                                           | Notes                   |
| Comté d'Annapolis | Middleton           | 0  | R-1, vers R-10, Bridgewater, Bridgetown, Kingston                   | extrémité sud de la 362 |
| Comté d'Annapolis | Spa Springs         | 6  | Victoria Rd. sud, vers sortie 18A de la R-101 EST, Windsor, Halifax |                         |
| Comté d'Annapolis | East Margaretsville | 20 | Stronach Mountain Rd., vers R-221, Kingston                         | extrémité est de la 362 |

## Communautés traversées
1. Middleton
2. Spa Springs
3. Victoria Vale
4. Margaretsville
5. East Margaretsville